# Movimento Neobourbónico
O Movimento Neobourbónico (em italiano: Movimento Neoborbonico, [moviˈmento ,nɛoborˈbɔniko]) é um movimento cultural nascido o 1993 em Nápoles com várias "delegações" na Itália e no exterior.

## História
De uma série de artigos do escritor e autor de letras de canções, televisão e filmes Riccardo Pazzaglia, com Gennaro De Crescenzo, professor, ensaísta, jornalista e arquivista, a ideia de contra-celebrar a chegada de Garibaldi a Nápoles (7 de setembro de 1860).
Centenas de pessoas "assediadas" pelos meios de comunicação (desde jornais nacionais à BBC) reuniram-se naquela noite no Borgo Marinari e daí o nascimento de uma associação cultural sem fins lucrativos que tinha e tem como principal finalidade a pesquisa e divulgação da memória histórico em particular do Reino das Duas Sicílias e dos Bourbons de Nápoles.
Milhares de páginas de resenhas da imprensa italiana e estrangeira e milhares de membros e contatos (mais de 8 milhões de visualizações em poucos anos no site neoborbonici.it) graças ao trabalho dos militantes de um Movimento que também deu origem a um adjetivo (“neoborbonico”) até então desconhecido e agora associado a pessoas apaixonadas pela história e orgulhosas do seu passado. Uma verdadeira categoria historiográfica utilizada por aqueles que contestam as teses "neoborbônicas" concernentes, sobretudo, aos primatas em grande parte econômicos do Sul pré-unificado e por aqueles que neles se reconhecem. Numerosos estudos que retomam a história do Movimento (os mais recentes foram os da conferência sobre o fenómeno do "Neoborbonism" na Universidade de Columbia de Nova Iorque em setembro de 2014 com sucessivas e diferentes teses de licenciatura). O slogan do Movimento é: “Memória, orgulho, redenção”.